# Largo Winch (film)
Largo Winch – belgijsko-francuski film z 2008 roku, wyreżyserowana przez Jérôme’a Salle’a. Za scenariusz odpowiadają Julien Rappeneau i Jérôme Salle. Film nawiązuje do cyklu powieści oraz serii komiksów o tym samym tytule. Głównym bohaterem jest młody milioner, tytułowy Largo Winch, w którego wcielił się Tomer Sisley. W pozostałych rolach wystąpili między innymi: Kristin Scott Thomas, Miki Manojlović, Karel Roden, Gilbert Melki, Mélanie Thierry, Steven Waddington i Radivoje Bukvic.
Światowa premiera miała miejsce 17 grudnia 2008 roku.

## Fabuła
Akcja filmu rozpoczyna się w Hongkongu, a dokładniej na jachcie ojca głównego bohatera, Nerio Wincha. Jeszcze przed poznaniem Nerio, znajdujemy się w jego wspomnieniach z dzieciństwa, o których znaczeniu dowiemy się jednak później. Nerio wkrótce zostaje zamordowany przez zamaskowanego sprawcę. Od teraz ten bohater towarzyszy nam jedynie w retrospekcjach.
Następuje zmiana miejsca i czasu wydarzeń, Nerio z przeszłości zabiera nas do Jugosławii. Milioner przybywa tam w celu znalezienia spadkobiercy swojego imperium, los chce, że w sierocińcu wybiera on małego Largo. Na kilka lat opiekę nad chłopcem powierza swoim zaufanym przyjaciołom.
Po krótkiej sekwencji w Jugosławii, przenosimy się do Brazylii, gdzie dorosły już Largo wdaje się w bójki, uczestniczy w pościgach i ratuje piękną Naomi. Kobieta po wspólnie spędzonej nocy, aplikuje mu środek nasenny i podrzuca narkotyki, w wyniku czego Largo trafia do więzienia. Z pomocą przychodzi przyjaciel chłopaka i dawny współpracownik ojca, Freddy. Na wieść o śmierci ojca Largo wraca do Hongkongu, gdzie jako jedyny spadkobierca fortuny Nerio, ma stanąć na czele wielkiej korporacji. Droga do akceptacji na nowym stanowisku jest o wiele bardziej wyboista niż nasz bohater mógłby się spodziewać. Largo musi zmierzyć się z Ann Ferguson, dawniej prawą ręką ojca, a obecnie tymczasową dyrektorką firmy. Po wielu zwrotach akcji i utracie wszystkich najbliższych osób (w wyniku intrygi giną Hannah i Goran) Largo staje na czele firmy. Ostatnia scena filmu pokazuje jego powrót do domu, w którym spędził dzieciństwo.

## Obsada (główna)
- Tomer Sisley jako Largo Winch (główny bohater, spadkobierca fortuny Wincha, adoptowany syn Nerio)
- Miki Manojlović jako Nerio Winch (ojciec głównego bohatera, milioner)
- Kristin Scott Thomas jako Ann Ferguson (główna antagonistka Largo, dążąca do osiągnięcia sukcesu za wszelką cenę)
- Karel Roden jako Mikhail Korsky (handlarz bronią, jeden z przeciwników Largo)
- Gilbert Melki jako Freddy (przyjaciel Largo)
- Mélanie Thierry jako Léa / Naomi (agentka Korsky’ego, później działająca na zlecenie Ferguson)
- Radivoje Bukvi jako Goran (brat Largo, również adoptowany przez Nerio, współpracujący z Ferguson)
- Steven Waddington jako Stephan Marcus (człowiek Ferguson od czarnej roboty, kilkukrotnie próbuje zabić Largo)
- Anne Consigny jako Hannah (kobieta zajmująca się Largo w dzieciństwie, traktująca go jak własnego syna)
- Ivan Marevich jako Josip (mąż Hannah)[2]

## Komiksowość

### Fragmentaryczność
Fabuła filmu skupia się wokół jednego wątku, konfliktu pomiędzy głównym bohaterem a jego antagonistami. Bohaterowie są wyraziści i łatwo identyfikowalni, przy czym wyjątek stanowią tutaj postacie Largo i Nerio. Ojciec i syn to jedyne postacie z bardziej rozbudowaną psychologią, ukazywaną za pomocą retrospekcji. Motywacje pozostałych postaci, szczególnie czarnych charakterów, są sprowadzone do chęci wzbogacenia się.

#### Widowiskowość
Akcja składa się z dynamicznych scen pościgów, strzelanin i bójek. Ilekroć spotkania pomiędzy Largo a ludźmi Ferguson przybierają dramatyczny obrót, w widowiskowy sposób udaje mu się zbiec. Jako widzowie nie znamy źródła jego ponadprzeciętnej sprawności fizycznej i niesamowitych umiejętności walki.

#### Bonder
Według Bartłomieja Paszylka, Largo Winch jest utrzymany w duchu bondowskim. Podobnie jak James Bond, Largo dzięki ponadprzeciętnej sprawności fizycznej i inteligencji odnosi zwycięstwo nad swoimi wrogami. Za przypisaniem filmu Jérômea Sallea do tej kategorii przemawiają także: szybka akcja, częsta zmiana plenerów, egzotyczne zakątki świata i piękne kobiety.

## Główny bohater
Wbrew aspiracjom twórców, jakoby Largo Winch miał stać się rywalem Jamesa Bonda i Jasona Bourne'a, nie można mówić o zero-jedynkowym podobieństwie tych postaci. Largo nie jest wyszkolonym agentem, a młodym zagubionym chłopakiem. Pomimo postawy buntownika nie ma on zbyt wielkiego wpływu na swoje życie. Jako dziecko zaadoptowany przez milionera, zostaje oddany Hannah i Josipowi pod opiekę, aby po kilku latach znów zmienić rodzinę i miejsce, które uważał za dom. Largo nie ma poczucia przynależności, nie chce nawet posługiwać się nazwiskiem ojca. Po jego śmierci, zaczyna proces zmiany nad sobą i z nieodpowiedzialnego chłopca staje się dorosłym człowiekiem.
Largo jest wrażliwy na krzywdę słabszych (pomoc udzielona Naomi), troskliwy (stosunek do matki adopcyjnej) i dumny (nie chętnie prosi o pomoc). Przez cały czas ma przy sobie nóż należący do jego ojca, traktuje go jak amulet.
Nie rozkochuje w sobie kobiet i nie porzuca ich tak jak James Bond, pomimo że Naomi okazała się zdrajczynią, nie próbuje się na niej mścić.

## Różnice pomiędzy komiksem a filmem
Różnice dotyczą przede wszystkim zmian plenerów. W filmie to Hongkong stanowi siedzibę Grupy W, w komiksie mieści się ona w Nowym Jorku. Komiksowy Nerio mieszka w apartamencie znajdującym się w tym samym budynku co jego firma. W filmie Nerio, a następne Largo mieszkają na jachcie. Prowadzi to do tego, że w komiksie Nerio zostaje zrzucony ze szczytu wieżowca, a w filmie ginie poprzez utonięcie.
Rysunkowy pierwowzór Largo wychowywany jest przez parę mieszkającą w Liechtensteinie, w filmie dom Hannah i Josipa umiejscowiony jest w Chorwacji.
W komiksie Nerio Winch staje się miliarderem, dziedzicząc pieniądze swojego ojca. Filmowy Nerio to typowy self-made man, który zdobywa fortunę pomimo trudnego dzieciństwa pełnego przemocy.

## Muzyka
Skomponowana przez Alexandra Desplata, autora ścieżek dźwiękowych takich filmów jak Ciekawy przypadek Benjamina Buttona czy Dziewczyna z perłą.
- Largo Winch: 3 min 7 s.
- Lea’s theme: 1 min 47 s.
- Chosen one: 5 min 48 s.
- Nerio’s theme 2 min 38 s.
- Chase latino: 1 min 28 s.
- Two brothers 1 min 41 s.
- The W building: 2 min 47 s.
- Mato Grosso escape: 1 min 55 s.
- Meyer’s ear: 1 min 42 s.
- Croatian sorrow: 4 min 14 s.
- The orphanage: 2 min 26 s.
- Hidden souvenirs: 2 min 51 s.
- Dugi Otuk: 1 min 26 s.
- Vision in the waves:1 min 8 s.
- Largo jumps: 1 min 34 s.
- Anna’s death: 3 min 48 s.
- Mélina: 3 min 13 s.
- The Deal: 2 min 16 s.
- Korsky: 3 min 12 s.
- Freddy’s betrayal: 1 min 43 s.
- Ferguson: 1 min 30 s.
- Hong Kong chase: 1 min 24 s.
- On the run: 3 min 18 s.
- Roof fight: 2 min 27 s.
- Épilogue: 2 min 1 s.[5]

## Box office
Budżet filmu jest szacowany na 24 miliony euro, podczas gdy na świecie zarobił około 17 milionów dolarów (w tym zaledwie 10 tysięcy dolarów w USA).

## Opinia krytyków
Film w samej Francji zebrał bardzo kontrastowe opinie. Le Figaroscope, Positif, Première oceniły go na pięć gwiazdek w serwisie Allocine. Libération, Télérama, Chronic’art.com, Les Inrockuptibles nie wyraziły takiego entuzjazmu, wystawiając najniższe punktacje.